# Mahmood Al Ajmi
Mahmood Al Ajmi (Karrana, 8 maggio 1987) è un calciatore bahreinita, di ruolo centrocampista.

## Carriera

### Club
Ha giocato nel campionato di casa, albanese, saudita ed indiano.

### Nazionale
Con la maglia della Nazionale ha collezionato 11 presenze.